# イギリス鉄道333形電車
333形（British Rail Class 333）は、ドイツの企業シーメンスとスペインの企業CAFが2000年にイギリス向けに製造した電車である。設計はヒースロー・エクスプレスで使用されている332形を基にしている。

## 概要

### 導入の経緯
リーズ近郊のワーフデール線とエアデール線は1995年に交流25kVの電化が完了したものの、最初に導入された電車はロンドン近郊から転属した308形だった。電化当初は323形を導入予定だったが国鉄が民営化を控えている時期とも重なり、予算が降りず旧型電車がしばらく現役だった。
国鉄が1997年に民営化され、同路線の運行はノーザンに移る。2000年代になるとクラス308は車齢40年を控えており信頼性も低迷していたことから置き換え用の新型車両製造の競争入札が行われた。

### 運用開始
契約はシーメンスとCAFの共同プロジェクトに授与され、3両16編成が2000年にイングランド北部の都市、リーズの電化近郊路線の新型車両として導入され、現在はノーザンによって主にリーズ - ブラッドフォード間での運用に使用されている。時折、リーズ - ドンカスター間の地域輸送にも利用されている。リーズのネビルヒル車両基地を基盤にし、西ヨークシャーメトロの塗装が施されている。

### 追加製造
旅客数の増加に合わせて、2003年に16両の中間付随車が追加で製造されて、全車両がに3両編成から4両編成化された。この中間車の製造はウェスト・ヨークシャー地区交通局とSRA (イギリス政府の鉄道業界管理機関)が負担していたが、
2007年には予算不足のため中間車の維持費が降りず3両編成へ戻すことが検討された。しかしサウス・ヨークシャー地区交通局が代わりに出資することで現在でも4両編成で運行している。
2008年 から現行のマルーンと紺のツートンカラーの塗装が施されている。
2015年には室内の無料Wi-fiが新設された。

## 性能
最高で160km/hまで速度を出せるが営業路線の最高速度は145km/h。加速性能が優れており、最高加速は3.2km/h/s。運用されているヨークシャーの丘が多い駅間の短い地域での通勤輸送に適している。三相誘導式の交流モーターとIGBT素子VVVFインバータ制御を採用している。
2等車では3+2の座席配置になっており編成あたり1つのトイレがある。